# Chiesa di Santa Maria Assunta (Bonassola)
La chiesa di Santa Maria Assunta è un luogo di culto cattolico situato nella frazione di Reggimonti, in via della Chiesa, nel comune di Bonassola, in provincia della Spezia e diocesi della Spezia-Sarzana-Brugnato.

## Storia

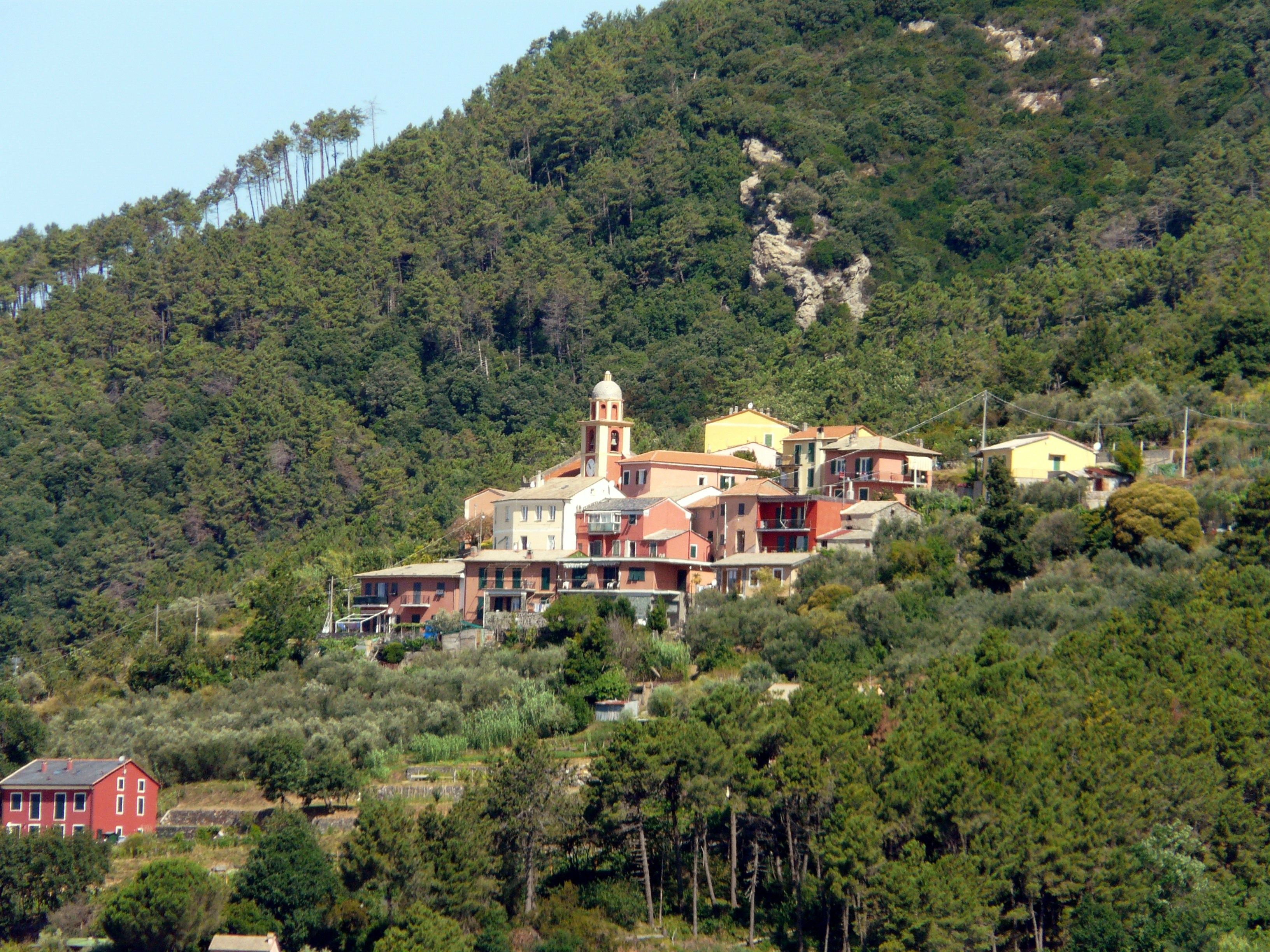
Il paese e la chiesa di Reggimonti.

Secondo le fonti antiche, la fondazione dell'edificio potrebbe essere avvenuta in un periodo tra la fine del XIII secolo e l'inizio del XIV secolo; già nel 1310 compare, infatti, il nome del parroco della nuova chiesa che, da come si apprende dalle stesse fonti, andò sostanzialmente a sostituire la desueta e semi diroccata chiesa parrocchiale primaria, dedicata a san Giorgio, distrutta da una frana.
La chiesa di Santa Maria Assunta fu interessata nel 1560 dai violenti episodi che sconvolsero la piccola frazione collinare - il cosiddetto sacco di Montaretto - con il completo spogliamento degli arredi e paramenti sacri.

## Descrizione
La struttura della chiesa si presenta con una divisione a tre navate e una sola abside.
A causa delle misure, con una larghezza superiore rispetto alla lunghezza, si ha l'impressione che l'edificio assuma una sorta di sproporzione interna o quantomeno diversa rispetto alle normali misurazioni. La volta è stata affrescata agli inizi del XX secolo con la raffigurazione dei quattro Evangelisti, negli angoli, dell'Assunta e san Pietro martire con schiere di angeli nel mezzo.
Negli altari laterali sono conservati rispettivamente un dipinto del Martirio di san Pietro, datato al XVII secolo, una statua della Madonna del Rosario contornata da piccoli ovali dipinti raffiguranti i Misteri del Rosario, datati al XVIII secolo, la tela della Crocifissione e anime purganti, il quadro con Sant'Antonio da Padova e un crocifisso processionale. Sopra l'altare maggiore vi è la presenza di una statua in legno di Nostra Signora Assunta legata alla scuola scultorea di Anton Maria Maragliano.
L'organo, in controfacciata, è stato acquistato nel 1935 dalla chiesa di Santa Maria di Bacezza di Chiavari.